# Anders Jacobsen
Anders Jacobsen, norveški smučarski skakalec, * 17. februar 1985, Hønefoss, Norveška. 
Tekmovati je začel leta 2003. Na večjem tekmovanju je debitiral z 50. mestom na tekmi kontinentalnega pokala. 
Poleti leta 2006 je bil po zaslugi zelo dobrih skokov v internih kvalifikacijah izbran v norveško ekipo. Na poletnih velikih nagradah se je redno uvrščal v deseterico.
Po upokojitvi Daniela Forfanga je bil uvrščen v ekipo za zimsko sezono 2006/07. Že na prvi tekmi v Kuusamu je osvojil 3. mesto. Na svoji 5 tekmi v svetovnem pokalu je že zmagal, bil je najboljši na drugi tekmi v Engelbergu.
Poleg Gregorja Schlierenzauerja je bil eden izmed favoritov za osvojitev  Novoletne turneje. To je po zaslugi zmage na tekmi v Innsbrucku nato 7. januarja 2007 tudi uresničil. Jacobsen je sezono končal na drugem mestu, za Adamom Malyszem, s katerim sta se za veliki kristalni globus borila prav do zadnje tekme svetovnega pokala, v Planici
Na svetovnem prvenstvu v Saporu je z norveško ekipo osvojil srebrno medaljo na veliki skakalnici.

## Dosežki

### Zmage
Jacobsen ima 6 zmag za svetovni pokal:
| Sezona    | Država/Prizorišče |
| --------- | ----------------- |
| 2006/07   | Engelberg         |
| 2006/07   | Innsbruck         |
| 2006/07   | Vikersund         |
| 2006/07   | Willingen         |
| 2007/08   | Liberec           |
| 2009/2010 | Oberstdorf        |